# Dimeria
Genre
Dimeria est un genre de plantes monocotylédones de la famille des Poaceae, sous-famille des Panicoideae, originaire d'Asie, d'Australasie et des îles de l'océan Pacifique, qui comprend une cinquantaine d'espèces acceptées.

## Liste d'espèces
Selon World Checklist of Selected Plant Families (WCSP) (27 mai 2017) :
- Dimeria acinaciformis R.Br. (1810)
- Dimeria agasthyamalayana Kiran Raj & Ravi (2001)
- Dimeria andamanica Gosavi, M.Y.Kamble, Chandore & S.R.Yadav (2016)
- Dimeria aristata (Hack.) Senaratna (1956)
- Dimeria avenacea (Retz.) C.E.C.Fisch. (1932)
- Dimeria balakrishnaniana K.Ravik., Sreek. & Lakshm. (1990)
- Dimeria ballardii Bor (1952)
- Dimeria bialata C.E.C.Fisch. (1933)
- Dimeria blatteri Bor (1949)
- Dimeria borii Sreek., V.J.Nair & N.C.Nair (1982)
- Dimeria chelariensis Ravi (1995)
- Dimeria chloridiformis (Gaudich.) K.Schum. & Lauterb. (1900)
- Dimeria connivens Hack. (1889)
- Dimeria copeana Sreek., V.J.Nair & N.C.Nair (1981)
- Dimeria copei Ravi (1996)
- Dimeria deccanensis Bor (1952)
- Dimeria eradii Ravi (1995)
- Dimeria falcata Hack. (1889)
- Dimeria fischeri Bor (1952)
- Dimeria gracilis Nees ex Steud. (1854)
- Dimeria guangxiensis S.L.Chen & G.Y.Sheng, Bull. Bot. Res. (1993)
- Dimeria hohenackeri Hochst. ex Miq., Nieuwe Verh. Eerste Kl. Kon. Ned. Inst. Wetensch. Amsterdam, ser. 3 (1851)
- Dimeria idukkiensis Ravi & Anil Kumar (1992)
- Dimeria jainii Sreek., V.J.Nair & N.C.Nair (1983)
- Dimeria jayachandranii Arisdason & P.Daniel (2009)
- Dimeria josephii Ravi & N.Mohanan (2001)
- Dimeria kalavoorensis Ravi (1996)
- Dimeria kanjirapallilana K.C.Jacob (1947)
- Dimeria keenanii Bor (1968)
- Dimeria keralae N.C.Nair, Sreek. & V.J.Nair (1984)
- Dimeria kerrii Teerawat. & Sungkaew (2011)
- Dimeria kollimalayana M.Mohanan & A.V.N.Rao (1984)
- Dimeria kurzii Hook.f. (1896)
- Dimeria lawsonii (Hook.f.) C.E.C.Fisch. (1934)
- Dimeria lehmannii (Nees ex Steud.) Hack. (1889)
- Dimeria madagascariensis A.Camus (1924 publ. 1925)
- Dimeria mahendragiriensis Ravi, H.O.Saxena & Brahmam (1995)
- Dimeria manongarivensis A.Camus (1924 publ. 1925)
- Dimeria mooneyi Raizada (1950)
- Dimeria namboodiriana Ravi & N.Mohanan (1997)
- Dimeria neglecta Tzvelev (1957)
- Dimeria orissae Bor (1952)
- Dimeria ornithopoda Trin. (1820)
- Dimeria paniculata Masam. (1938)
- Dimeria perrieri A.Camus (1924 publ. 1925)
- Dimeria pubescens Hack. (1889)
- Dimeria raizadae V.J.Nair, Sreek. & N.C.Nair (1983)
- Dimeria raviana Kiran Raj & Sivad. (2015)
- Dimeria santapaui M.R.Almeida (1970)
- Dimeria sivarajanii N.Mohanan & Ravi (1996)
- Dimeria solitaria Keng f. & Y.L.Yang, J. Nanjing Univ. (1980)
- Dimeria sreenarayanae Ravi & Anil Kumar (1992)
- Dimeria stapfiana C.E.Hubb. ex Pilg. (1940)
- Dimeria thwaitesii Hack. (1889)
- Dimeria veldkampii Kiran Raj & Sivad. (2008)
- Dimeria woodrowii Stapf (1894)